# 沃羅尼夫卡 (伊奇尼亞區)
50°48′32″N 32°17′12″E / 50.80889°N 32.28667°E
沃羅尼夫卡（烏克蘭語：Воронівка），是烏克蘭北部的村莊，隸屬切爾尼希夫州的普里盧基區。該村始建於1600年，面積0.87平方公里，海拔高度131米，2001年人口145。